# Eustomias vulgaris
Eustomias vulgaris és una espècie de peix de la família dels estòmids i de l'ordre dels estomiformes.
Les femelles poden assolir 19 cm de longitud total. És un peix marí i d'aigües tropicals que viu fins als 750 m de fondària. Es troba a les illes de l'arquipèlag d'Hawaii, a algunes àrees del Pacífic meridional central i a prop de l'equador al Pacífic occidental.